# Бої за Карлівку
Бої за Карлівку — бойові дії в районі села Карлівка Донецької області, що точилися у 2014 році на перших етапах війни на сході України.

## Перебіг подій

### Засідка 23 травня
Уранці 23 травня 2014 року добровольчий батальйон «Донбас» потрапив до засідки російських терористів неподалік від автозаправної станції.
За словами командира батальйону «Донбас» Семена Семенченка, взвод батальйону «Донбас» чисельністю у 25 осіб, йдучи колоною з легкових авто і мікроавтобусів, потрапив до засідки бойовиків із  батальйону «Восток», що налічували 100 осіб. У «Востоку» було важке озброєння (великокаліберні кулемети та гранатомети), три БТР, група з кількох снайперів. Упродовж понад 4-годинного бою допомогу батальйон «Донбас» від державних силових структур не отримав.
Частині бійців вдалося вирватись з оточення та дістатися до блокпосту українських військових поблизу міста Покровськ. Унаслідок боїв майже половина бійців отримала поранення різного ступеня тяжкості. За словами Дмитра Яроша, у виведенні бійців батальйону Донбас з оточення взяли участь члени організації «Правий сектор». Серед українських бійців багато поранених, є загиблі.
Трохи згодом один з лідерів російських терористів, підполковник ГРУ РФ Ігор Безлер заявив, що всіх, захоплених до полону бійців батальйону Донбас, було розстріляно.

#### Втрати у засідці й оцінки
У бою батальйон «Донбас» зазнав втрат: 5 загиблих і 6 поранених. Серед загиблих захисників України був і дописувач Вікіпедії Олег Ковалишин (Користувач: Raider). Один з бійців, Олексій Мирошниченко «Федір», мав страшну рану на грудях, було повідомлено, що йому вирізали серце.
За оцінками Семенченка, у бою 23 травня 2014 року з боку терористів втрати становлять 11 осіб загиблими.[джерело?] 2021 року Юрій Бутусов повідомив, що у поіменній базі даних дослідника Necro Mancer зазначено 5 імен загиблих у тому бою проросійських бойовиків.
За словами командира взводу 93-ї бригади Дмитра Гончарова, що брав участь у боях під Карлівкою у червні 2014 року, засідка у Карлівці і втрати в результаті сталися через недостатню взаємодію командування батальйону «Донбас» з 93-ю бригадою, — «Донбас» діяв на свій розсуд, не залучившись підтримкою армійців.
- Церква біля Карлівки, неподалік якої була влаштована засідка. 23 травня 2014
- Дмитро Ярош і «Правий сектор» під Карлівкою. 7 липня 2014

### Розвідка боєм і звільнення
10 липня натискові терористів під Карлівкою протистояли підрозділи 93-ї бригади, частини батальйонів «Донбас» та «Дніпро-2», смертельно поранений сержант Янчук Володимир Степанович.
Українські військові формування 21 липня 2014 перекрили комунікації проросійських бойовиків із Карлівкою, звільнивши населений пункт Піски. Як наслідок, 23 липня 2014 бойовики залишили Карлівку, остерігаючись оточення і подальшого знищення.

## Втрати
| Прізвище, ім'я, по-батькові                | Звання                             | Дата смерті     | Формування  | Обставини                                                               |
| ------------------------------------------ | ---------------------------------- | --------------- | ----------- | ----------------------------------------------------------------------- |
| Архіпов Василь Васильович «Дід»            |                                    | 23 травня 2014  | «Донбас»    | Загинув, потрапивши до засідки                                          |
| Козлов Микола Володимирович «Матвій»       |                                    | 23 травня 2014  | «Донбас»    | Загинув, потрапивши до засідки                                          |
| Мірошниченко Олексій Костянтинович «Федір» |                                    | 23 травня 2014  | «Донбас»    | Загинув, потрапивши до засідки                                          |
| Рябенко Денис Володимирович «Рябий»        |                                    | 23 травня 2014  | «Донбас»    | Загинув, потрапивши до засідки                                          |
| Ковалишин Олег Ярославович «Рейдер»        |                                    | 23 травня 2014  | «Донбас»    | Загинув, потрапивши до засідки                                          |
| Янчук Володимир Степанович                 | сержант                            | 1 серпня 2014   | 93 ОМБр     | Помер від поранення, якого зазнав 10 липня                              |
| Євдокімов Роман Віталійович                | молодший сержант                   | 26 вересня 2014 | 93 ОМБр     | Зазнав смертельного поранення під час артилерійського обстрілу «Градом» |
| Третяков Анатолій Георгійович              |                                    | 8 жовтня 2014   | Прокуратура | Вантажівка підірвалася на міні                                          |
| Шаповал Олександр Сергійович «Фортуна»     | капітан                            | 5 серпня 2015   | 74 ОРБ      | Підірвався на фугасі                                                    |
| Росторопша Віктор Вікторович               | солдат, розвідник                  | 5 серпня 2015   | 74 ОРБ      | Підірвався на фугасі                                                    |
| Лянка Максим Юрійович                      | солдат, радіотелеграфіст-розвідник | 5 серпня 2015   | 74 ОРБ      | Підірвався на фугасі                                                    |
| Гаюха Вадим Євгенович                      | інструктор-парамедик               | 19 січня 2018   | ДУК         | Помер від інфаркту.                                                     |

## Матеріали
- Євген Шевченко, Перший бій батальйону «Донбас» (доповнено) [Архівовано 28 травня 2017 у Wayback Machine.](рос.) // Цензор.нет, 23 травня 2016
- Ясинська Віка. Боєць батальйону «Донбас» Богдан Пташник: «За сєпарською офіційною версією, під час бою за Карлівку навесні 14-го року ми поклали 15 їхніх людей» [Архівовано 23 серпня 2017 у Wayback Machine.] // Цензор.нет, 18 серпня 2017